# Електротехнички факултет Универзитета у Бањој Луци
Електротехнички факултет у Бањој Луци налази се у саставу Универзитета у Бањој Луци, једног од два државна универзитета у Републици Српској.
Декан Електротехничког факултета је проф. др Зоран Ђурић.
Електротехнички факултет се развио из Електротехничког одсјека Техничког факултета у Бањој Луци, основаног 1962. Збор радника Елекротехничког одсјека Техничког факултета донио је 12. фебруара 1975. године Одлуку о издвајању Одсјека из састава Техничког факултета. Скупштина СР Босне и Херцеговине дала је сагласност на Одлуку о издвајању, 28. марта 1975. Као датум оснивања Електротехничког факултета узима се 24. новембар 1962, дан када је Народни одбор Среза Бања Лука донио Одлуку о оснивању Техничког факултета са Одсјеком за електротехнику. Сљедеће године је почео са радом и Технолошки одсјек.
Развој наставног процеса одвијао се на два одсјека: Одсјек за електронику и комуникације и Одсјек за рачунарску технику и аутоматику. Од школске 1994/95. године почео је са радом и Одсјек за електроенергетику.